# Sektion Bamberg des Deutschen Alpenvereins
Die Sektion Bamberg des Deutschen Alpenvereins (kurz DAV Bamberg) ist eine Sektion des Deutschen Alpenvereins in Bamberg. Die Sektion Bamberg wurde am 26. Oktober 1886 gegründet und ist somit eine der älteren und mit 8.615 Mitgliedern (Stand: 31. Dezember 2024) eine der größeren Sektionen des Deutschen Alpenvereins und der größte Sportverein in Bamberg.

## Geschichte
Am 12. Oktober 1886 hoben 21 bergbegeisterte Herren die Sektion Bamberg in der Messerschmitt’schen Weinwirtschaft aus der Taufe. Die Versammlung am 26. Oktober 1886 nahm nach eingehender Beratung den von der Kommission vorgelegten Statutenentwurf einstimmig an und wählte einen provisorischen Ausschuss. Die Sektion wählte als Arbeitsgebiet die Sella in den Dolomiten. Dieses Bergmassiv wurde bald nach und nach durch Wege und Steige erschlossen, wie der Coburger Weg, der Lichtenfelser Weg und der Junghansweg. Ebenso schritt der Hüttenbau in diesem Gebiet voran. Als erste Hütte errichtete die Sektion die Bamberger Hütte (2871 m s.l.m.) am Fuß des Piz Boè (3152 m s.l.m.). Ihr Bau und ihre Eröffnung erfolgte schon im Jahr 1894, die Hütte trägt heute den Namen Boèhütte.
Der spätere Sektionsvorstand, Apotheker Carl Schmolz, gründete den Verein zum Schutze und zur Pflege der Alpenpflanzen. Heute heißt der Verein zum Schutz der Bergwelt. Schmolz wurde wegen seiner Verdienste um den Naturschutz mit der Ehrendoktorwürde ausgezeichnet. Mit der Einweihung der nicht bewirtschafteten Pisciadùsee-Hütte (2585 m s.l.m.), heute Pisciadùhütte, konzentriert sich die Sektion nun auf Ziele im nördlichen Teil der Sella am kleinen Pisciadùsee. Sie wurde als kleines Hochtouristenheim am 3. August 1903 seiner Bestimmung übergeben. Im Jahr 1905 hielt der Deutsche und Österreichische Alpenverein seine 36. Generalversammlung in Bamberg ab. Der dritte Hüttenbau der Sektion war das Bamberger Haus auf Fedaia am Fedaiapaß, am Nordfuß der Marmolata. Dieser Bau bildete die größte Leistung der Sektion auf alpinem Gebiet. Die Grundsteinlegung erfolgte im August 1903 im Anschluss an die Einweihung der Pisciadùsee-Hütte. Die Eröffnung fand im Jahre 1906 statt. Das Haus war ein großer, guter deutscher Alpengasthof, auf einem wunderschönen Platz gebaut. Im Ersten Weltkrieg wurde die Berghütte zerstört.
Die Vallon-Hütte an der Ostseite der Sella im Vallon oberhalb von Corvara. Sie wurde im Sommer 1914 im Rohbau fertig gestellt. Während des Ersten Weltkrieges lag sie lange Zeit in der Frontlinie, nach dem Krieg war die Hütte dem Verfall preisgegeben. 1971 erwarb die Sektion Bozen des CAI den Rohbau. In den 1980er Jahren finanzierte Erich Kostner die Fertigstellung der Hütte und benannte sie nach seinem Vater Franz Kostner, einem bedeutenden Bergsteiger und Tourismus-Pionier des Gadertals. Die Einweihung erfolgte am 27. August 1988.
Als der Erste Weltkrieg zu Ende war, musste der Verein sein Wirken in Südtirol einstellen. Die Sektion verlor alle ihre Hütten und ihren Besitz in diesem ihrem Arbeitsgebiet. Der Wunsch wurde 1924 immer stärker, sich in den Alpen wieder zu engagieren. Eine Abfindung aus dem Reichsausgleichsfonds für ehemaligen Hüttenbesitz bildete den Grundstock für frische Aktivitäten. Über viele Jahre scheiterten Versuche, ein Arbeitsgebiet zu erhalten und eine Hütte zu erwerben oder zu bauen. Um aber den Gedanken an ein eigenes Bergsteigerheim zu verwirklichen, entwarf und beschloss im Jahr 1934 der Vorstand den Plan, in den heimatlichen Bergen im Fränkischen Jura oberhalb von Würgau einen Stützpunkt zu errichten. Das Würgauer Haus am Rand der Fränkischen Schweiz, eine Selbstversorger-Unterkunft für Kletterer und Wanderer, wurde am 19. Mai 1935 feierlich eingeweiht. Den neuen veränderten Gegebenheiten Rechnung tragend, hat die Sektion im Jahr 1966 die bisher dürftigen und unzulänglichen sanitären Anlagen im Würgauer Haus in einem Anbau wirksam verbessert.
Im Jahr 1938 griff die Sektion ihren alten Gedanken des Erwerbes eines alpinen Stützpunktes erneut auf. Nach langen Verhandlungen mit dem Verwaltungsausschuss in Innsbruck wurde der Sektion von diesem im Raum von Gschnitz, unweit der österreichisch-italienischen Grenze im Stubai, die Tribulaunhütte angeboten. In der außerordentlichen Mitgliederversammlung vom 1. Juni 1939 wurde beschlossen, die Tribulaunhütte zuletzt im Besitz des Deutschen Jugendherbergsverbandes zu erwerben. Bis zum Jahr 1934 war dieses Haus Eigentum des 1934 vom österreichischen Staat aufgelösten Touristenverbands Naturfreunde, Ortsgruppe Innsbruck, anschließend bis zum Jahr 1938 im Besitz der Bergfreunde. Doch sollte die Freude an der Hütte nur von kurzer Dauer sein. Nach Beendigung des Zweiten Weltkrieges und nach dem totalen Zusammenbruch leitete die Ortsgruppe Innsbruck der Naturfreunde wegen der Tribulaunhütte ein Rückstellungsverfahren gegen die Sektion Bamberg beim Landgericht Innsbruck ein. Die Verhandlungen über einen Vergleich zwecks Erlangung einer Entschädigung zogen sich bis zum Jahr 1958 hin, am Ende erhielt die Sektion einen ansehnlichen Betrag ausbezahlt.
Mit der Zerschlagung des deutschen Staates nach der Kapitulation und dem Verbot seiner gesellschaftlichen Einrichtungen wurden im Jahr 1945 auf Geheiß der Besatzungsmacht auch der Deutsche Alpenverein und damit aller Sektionen aufgelöst. In einer Genehmigung der amerikanischen Militärregierung zum 17. März 1947 konnte die Sektion Bamberg die Neugründung veranlassen. Der Hauptverein, nunmehr vom Österreichischen Alpenverein abgetrennt, wurde erst am 21./22. Oktober 1950 durch die „12 Apostel“ in Würzburg unter dem Namen „Deutscher Alpenverein“ (DAV) wiedergegründet.
Der Sektionsvorstand konnte im Jahr 1949 dem Verwaltungsausschuss von der Bildung einer gutgeführten Jugendgruppe und einer lebensfähigen Jungmannschaft berichten. Vom Skiclub Hopfgarten konnte 1955 dessen Hopfgartner Skihütte (1754 m ü. A.) am Salzachjoch in den Kitzbühler Alpen erworben werden. Die Hütte war aber in einem schlechten baulichen Zustand. Das marode Dach der Hopfgartner Hütte wurde 1956 instand gesetzt, höchst notwendige Sofortmaßnahmen standen an. Der Hopfgartner Hütte wurde 1958 innen und außen ein nagelneues Outfit verpasst. Auf der Nordseite entstand ein Anbau mit großzügigen Gasträumen, auf der Ostseite das Bamberger Stübchen. Küche, Entwässerung, Druckrohr- und Trinkwasserleitung wurden saniert. Im Jahr 1960 wurde die Hopfgartner Hütte in Neue Bamberger Hütte umbenannt. Im selben Jahr wurde eine Materialseilbahn von der Wegscheid zur Neuen Bamberger Hütte geplant.
Zum zweiten Mal fand eine Hauptversammlung des Deutschen Alpenvereins in der Zeit vom 4. bis 8. Oktober 1962 in Bamberg statt. Eine 2800 Meter lange mit einem Höhenunterschied von 630 Metern überbrückende Materialseilbahn zur Neuen Bamberger Hütte konnte 1962 realisiert und eingeweiht werden. Ein WC-Trakt vergrößert und modernisiert 1967 das Würgauer Haus. Die Neue Bamberger Hütte wurde 1978 generalsaniert. Auflagen der Behörden zwangen zu dieser Maßnahme. Ein Teil des Hauses musste zunächst sogar abgebrochen werden. Wieder wurde eine Hauptversammlung des Deutschen Alpenvereins nach Bamberg vergeben. Anlass war der 100. Geburtstag der Sektion im Jahr 1986. An der Neuen Bamberger Hütte wurde 1991 ein südseitiger Anbau hochgezogen und eine neue Turbinenanlage installiert.
Im Stadtteil Gaustadt wurde 1998 eine frühere Verkaufshalle gemietet und zum neuen Boulderschuppen ausgebaut. Bei einer Kletterfläche von 165 Quadratmetern wurden mehr als 2500 Griffe in Eigenleistung gesetzt. Auf der Neuen Bamberger Hütte wurde im Jahr 2000 die Heizung von Öl auf Gas umgestellt. In den folgenden Jahren wurden Abwasserreinigung und Brandschutz saniert sowie anschließend ebenfalls die Personaltoiletten, Bad und Werkstatt.

## Sektionsvorsitzende
Eine chronologische Übersicht über alle Präsidenten der Sektion seit Gründung.
| Amtszeit  | Präsident        |
| --------- | ---------------- |
| 1886–1887 | Valentin Grimm   |
| 1887–1888 | Matthäus Hitzler |
| 1888–1889 | Adolf Schirmer   |
| 1889–1891 | Albert Mayr      |
| 1891–1895 | Christian Mosér  |
| 1895–1899 | Karl Bindel      |
| 1899–1899 | Ludwig Wohlfahrt |
| 1899–1900 | Emmerich Goes    |
| 1900–1910 | Karl Bindel      |
| 1910–1911 | Eduard Rudolf    |
| 1911–1919 | Carl Schmolz     |
| 1919–1930 | Wilhelm Ramer    |
| 1930–1936 | Heinrich Lutz    |

| Amtszeit  | Präsident         |
| --------- | ----------------- |
| 1936–1945 | Robert Röhrl      |
| 1945–1946 | ― 1               |
| 1946–1952 | Franz Dicker      |
| 1952–1953 | Martin Kauffmann  |
| 1953–1958 | Ferdinand Knauer  |
| 1958–1966 | Walter Demleitner |
| 1966–1999 | Erich Kropf       |
| 1999–2010 | Stefan Kropf      |
| 2010–     | Klaus Müller      |

Anmerkung

## Mitglieder
| Jahr | Mitglieder |
| ---- | ---------- |
| 1886 | .00021     |
| 1905 | .00402     |
| 1924 | .00453     |
| 1960 | .00754     |
| 1978 | 01.907     |
| 2002 | 03.434     |
| 2023 | 07.740     |

## Einrichtungen der Sektion

### Hütten
- Die Neue Bamberger Hütte, 1955 vom Skiclub der Sektion Hopfgarten als Hopfgartner Skihütte erworben, 1960 umbenannt in Neue Bamberger Hütte.
- Das Würgauer Haus, das Haus ist eine Selbstversorger-Unterkunft für Kletterer und Wanderer, es wurde im Jahr 1935 erbaut.

### Ehemalige Hütten
- Bamberger Hütte, die Hütte wurde im Jahr 1894 von der Sektion Bamberg als gemauertes Gebäude mit großer Terrasse erbaut und erhielt den Namen Bamberger Hütte. Die Schutzhütte befindet sich heute in Besitz des Società degli Alpinisti Tridentini (SAT).
- Pisciadùseehütte, die Hütte wurde im Jahr 1903 von der Sektion Bamberg erbaut und erhielt den Namen Pisciadùseehütte. Die Schutzhütte befindet sich heute in Besitz der Sektion Bologna des Club Alpino Italiano (CAI).
- Bamberger Haus, das Haus wurde im Jahr 1906 erbaut, im Ersten Weltkrieg (1915) wurde die Berghütte zerstört, sie befand sich auf dem Passo Fedaia.
- Vallon-Hütte, die Hütte wurde im Rohbau 1914 fertig. Mit dem Ausbruch des Ersten Weltkriegs musste die Bautätigkeit eingestellt und der Rohbau dem Verfall preisgegeben werden. Erich Kostner kaufte die Hütte und nannte sie nach seinem Vater Franz Kostner.
- Tribulaunhütte, die Sektion übernahm 1939 die Tribulaunhütte bei Gschnitz im Stubai vom Deutschen Jugendherbergsverband. Bis 1934 war das Haus Eigentum des vom österreichischen Staat aufgelösten Touristenvereins die Naturfreunde.

### Kletteranlage
- DAV Boulderraum der Sektion Bamberg. Im Stadtteil Gaustadt wurde 1998 eine frühere Verkaufshalle gemietet und zum neuen „Boulderschuppen“ ausgebaut. Alljährlich findet eine Umschraubaktion des DAV-Boulderraums statt, unter den Nutzenden auch bekannt als „Schuppen“. Im DAV Boulderraum Bamberg gibt es abwechslungsreiche Routen. Ebenso können sich Besucher in dem Boulderraum kniffligen Boulderproblemen stellen.[8]

### Geschäftsstelle
Die Geschäftsstelle der Sektion Bamberg befindet sich in der Bamberger Altstadt am Markusplatz 14 im Rückgebäude. Die Bücherei befindet sich ebenfalls in der Geschäftsstelle, stellt jedem Mitglied diverse alpine Literatur, Führer, Karten und Bergmagazine kostenlos zur Ausleihe zur Verfügung.

## JDAV Alpenverein Sektion Bamberg
Die Alpenvereinsjugend wurde im Jahr 1919 vom Hauptverein ins Leben gerufen. Es dauerte noch Jahre, bis der Alpenverein die Ausbildung von Jugendleitern, Lehrwarte und Tourenführern vorantrieb. Der Sektionsvorstand konnte im Jahr 1949 dem Verwaltungsausschuss von der Bildung einer gutgeführten Jugendgruppe und einer lebensfähigen Jungmannschaft berichten.
Die heutige Alpenvereinsjugend
Die Jugend ist Teil der Sektion Bamberg, verwaltet sich jedoch weitestgehend eigenverantwortlich und ehrenamtlich auf Grundlage ihrer Sektionsjugendordnung. Das Ziel ist die sportliche Förderung und Persönlichkeitsbildung von Kindern und Jugendlichen – sei es beim Bouldern, in der Natur oder im sozialen Miteinander. Grundsätzliches zur Jugend im DAV auf der Website der jdav.

## Angebote für Mitglieder
Das Ausbildungs- und Tourenprogramm der Sektion Bamberg umfasst das ganze Spektrum der alpinen Betätigung: Bergwandern, Begehen von Klettersteigen, Skibergsteigen, Alpiner Skilauf, Klettern in der Halle (Anfänger und Fortgeschrittene), Felsklettern im Mittelgebirge (Anfänger und Fortgeschrittene), Felsklettern in den Alpen (Anfänger und Fortgeschrittene), Hochtouren, Mountainbike. Vier Mal im Jahr erscheinen die Mitteilungen Das Seil, eine außerordentlich wichtige Information in einem Großverein, vor allem wenn dieser viele auswärtige Mitglieder zählt.

## Bekannte Mitglieder
- Carl Schmolz, Apotheker.
- Markus Bock, Sportkletterer.